# Ratko Mladić

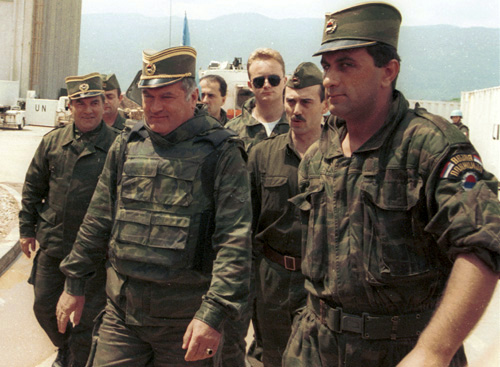
Mladić (links van het midden) arriveert op de luchthaven van Sarajevo voorafgaand aan de besprekingen in 1993

Ratko Mladić (Servisch: Ратко Младић) (Božanovići, 12 maart 1942) was van 1992 tot 1995 opperbevelhebber van de Bosnisch-Servische troepen. Op 22 november 2017 werd hij door het Joegoslaviëtribunaal van de Verenigde Naties in Den Haag veroordeeld tot een levenslange gevangenisstraf wegens deelname aan genocide, misdaden tegen de menselijkheid en oorlogsmisdrijven.

## Jeugd
Mladić werd geboren in de gemeente Kalinovik, die destijds in de Onafhankelijke Staat Kroatië lag. Zijn vader, een communistische verzetsstrijder die tegen de Ustašabeweging streed, kwam om het leven toen Mladić twee jaar oud was.

## Bosnië-oorlog
Mladić werd op 12 mei 1992 opperbevelhebber van het net gevormde leger van de Serviërs die in Bosnië woonden. Deze Serviërs wilden dat Bosnië tot het toenmalige Joegoslavië zou blijven behoren. Hij is ervan beschuldigd onder leiding van Radovan Karadžić etnische zuiveringen in Bosnië te hebben uitgevoerd, waaronder die van Srebrenica.

## Joegoslaviëtribunaal

### Aanklacht en opsporing
Mladić werd door het Joegoslaviëtribunaal aangeklaagd voor genocide. Hij hield zich echter schuil en was geruime tijd onvindbaar. Na de arrestatie van Karadžić in juli 2008 behoorde hij samen met Goran Hadžić tot de laatste belangrijke Servische verdachten die nog niet waren opgepakt. De Europese Unie weigerde over een toetreding van Servië tot de Unie te praten zolang Mladić niet zou zijn uitgeleverd.
Tot zijn werkelijke arrestatie in mei 2011 ging er een aantal geruchten over arrestaties en uitleveringen:
- Op 21 februari 2006 meldde het Servische persbureau Tanjug dat Mladić in Belgrado was gedetineerd en via Tuzla naar Den Haag zou worden overgebracht. Het persbureau baseerde zich op berichten van de lokale televisiezender Studio B television. Het werd ontkend door Carla Del Ponte, de hoofdaanklaagster van het Joegoslaviëtribunaal.
- Op 8 augustus 2008 meldde de Belgradose krant Blic dat Mladić "voor eind augustus" opgepakt zou worden en zou worden uitgeleverd aan het Joegoslaviëtribunaal in Den Haag. Het Servische kabinet wilde met de arrestatie de weg vrijmaken voor een snelle toenadering tot de EU.

Mladić bleef echter onvindbaar en op 16 juni 2010 diende de advocaat van zijn familie een vordering in bij de rechtbank van Belgrado om hem te laten doodverklaren, zodat diens echtgenote aanspraak zou kunnen maken op een nabestaandenpensioen en de politie geen invallen meer zou doen in het familiehuis op zoek naar sporen van Mladić. De rechter wees dit verzoek af.
In oktober 2010 loofde Servië een premie uit voor de tip die tot de arrestatie van Mladić zou leiden. Intussen werd gevreesd dat Mladić zelfmoord zou plegen om een proces te ontlopen.

### Arrestatie en overdracht aan tribunaal
Op 26 mei 2011 werd Mladić gearresteerd in Lazarevo, in de gemeente Zrenjanin. Hij zou daar onder de naam Milorad Komadic hebben geleefd. Een dag later bleek dat hij tijdens zijn arrestatie zijn eigen papieren bij zich droeg en geen schuilnaam gebruikte.
Op 27 mei 2011 maakte een rechter van het Oorlogstribunaal in Belgrado bekend dat Mladić mocht worden overgedragen aan het Joegoslaviëtribunaal in Den Haag. Op 30 mei ging de advocaat van Mladić schriftelijk in beroep tegen deze beslissing. Dit beroep diende op 31 mei 2011 bij de rechtbank in Belgrado en werd afgewezen. Mladić werd dezelfde dag met het vliegtuig overgebracht naar Rotterdam om gedetineerd te worden in de gevangenis in Scheveningen. Daarna werd hij overgedragen aan het Joegoslaviëtribunaal op verdenking van volkerenmoord, oorlogsmisdaden en misdaden tegen de menselijkheid.

### Proces en veroordeling
Op 3 juni 2011 moest hij voorkomen voor het tribunaal. Hij vroeg vanwege zijn gezondheidstoestand twee maanden uitstel, waarin hij de aanklacht wilde lezen en bespreken met 'zijn' advocaten. Op 4 juli 2011 werd ambtshalve in het zittingsverslag opgenomen dat Mladić 'onschuldig' had gepleit. Omdat bleek dat Mladić zich niet naar behoren kon gedragen, ging de zitting zonder hem verder. Op 16 mei 2012 begon officieel het proces. Hij kreeg vervolgens enkele hersenbloedingen, maar herstelde. Hoewel medici hem uiteindelijk fit genoeg verklaarden om dagelijks een rechtbanksessie bij te wonen, wilden de rechters geen risico nemen en beperkten ze de hoorzittingen tot drie ochtenden per week. Op 7 december 2016 sloten de aanklagers hun requisitoir af door een levenslange gevangenisstraf tegen Mladić te eisen.
Op 22 november 2017 werd Mladić tot een levenslange gevangenisstraf veroordeeld wegens deelname in en zijn bijdragen aan joint criminal enterprises die het plegen van genocide, misdaden tegen de menselijkheid en oorlogsmisdrijven als doel hadden.
Op 8 juni 2021 werd het vonnis (levenslang) in hoger beroep bevestigd door het hof.
In mei 2022 kwamen er berichten naar buiten over de broze gezondheidstoestand van Mladić. In september dat jaar berichtte zijn zoon Darko dat zijn vader ernstig ziek was opgenomen in het gevangenisziekenhuis in Den Haag. Op 3 juni 2025 diende Mladić een verzoek in om wegens medische redenen vrijgelaten te worden. Het VN-oorlogstribunaal oordeelde op 29 juli dat jaar echter dat zijn toestand "broos, maar stabiel" was en dat daarmee geen noodzaak was ontstaan om hem vrij te laten.

## Persoonlijk
Mladić is getrouwd met Bosiljka en zij kregen twee kinderen; een zoon genaamd Darko en een dochter genaamd Ana. Ana stierf op 24 maart 1994 op 23-jarige leeftijd.